# Svenska Aero SA-10 Piraten
Ö 7, eller Svenska Aero SA-10 Piraten, var ett svenskt skolflygplan för allmän flygträning, som tillverkades av Svenska Aero.
Efter att Svenska Aero anställt Sven Blomberg och Anders Johan Andersson inrättades en egen konstruktionsavdelning vid företaget 1927. På egen bekostnad och risk inledde företaget konstruerandet av SA-10 Piraten, med förhoppning om att få leverera flygplanet till Flygvapnet. Eftersom SA tidigare tillverkat ett flertal Heinkel konstruktioner på licens, kom många konstruktionslösningar att kopieras från Heinkel. 
Flygplanet var ett dubbeldäckat pontonflygplan, som även kunde förses med ett fast hjullandställ. Flygplanskroppen var tillverkad i en fackverkskonstruktion, som kläddes med fanér och duk.Konstruktionen presenterades för Flygvapnet som för tillfället inte var intresseat av ett nytt marint övningsflygplan. Efter en viss tvekan kom i alla fall en beställning 3 februari 1928 på en flygmaskin för utprovning vid F 2 Hägernäs. Under hösten 1928 genomfördes de första provflygningarna, varefter flygplanet levererades till F 2 i januari 1929. Flygvapnet använde typbeteckningen Ö 7. Eftersom flygplanstypen var udda inom Flygvapnet, kom den under hela sin tjänstetid att vara placerad vid F 2, där den slutligen avskrevs 2 februari 1937 efter 639 timmar i luften.
SA-10 tillverkas i endast två exemplar, utöver Flygvapnets Ö 9 såldes ett flygplan till det Lettlands flygvapen 1929 som marint spaningsflygplan. I Lettland användes flygplanet omväxlande med flottör- och hjulställ. Eftersom även Lettlands flygvapnet saknade flygplan, kom flygplanskonstruktionen att kopieras och tillverkas av flygplanstillverkaren LKOD. Den inköpta svenska originalflygplanet havererade i september 1935, reparerades och återställdes i december 1936. Under sommaren 1939 havererade flygplanet på nytt, varvid det totalförstördes. 